# No Way Out (2012)
No Way Out (2012) foi um evento em pay-per-view de wrestling profissional produzido pela WWE, que ocorreu em 17 de junho de 2012, no Izod Center em East Rutherford, Nova Jérsei. Foi o décimo segundo evento No Way Out, sendo o primeiro desde 2009.

## Antes do evento
No Way Out teve lutas de wrestling profissional de diferentes lutadores com rivalidades e histórias pré-determinadas que se desenvolveram no Raw e SmackDown — programas de televisão da WWE, tal como nos programas transmitidos pela internet - Superstars e NXT. Os lutadores interpretarão um vilão ou um mocinho seguindo uma série de eventos para gerar tensão, culminando em várias lutas.
No Raw de 14 de maio de 2012, John Laurinaitis demitiu Big Show. Durante o Over the Limit, Show interferiu na luta entre Laurinaitis e John Cena, nocauteando Cena e dando a vitória a Laurinaitis. No dia seguinte, Laurinaitis anunciou que havia recontratado Show e que ele enfrentaria Cena no No Way Out. Uma semana depois, Laurinaitis anunciou que a luta entre Cena e Show aconteceria dentro de uma jaula de aço.
Sheamus derrotou Chris Jericho, Randy Orton e Alberto Del Rio para manter o World Heavyweight Championship no Over the Limit. No SmackDown de 25 de maio, Del Rio derrotou Orton e Kane, se tornando o desafiante de Sheamus pelo título no No Way Out. No Raw de 11 de junho, foi anunciado que Del Rio havia se lesionado durante uma luta contra The Great Khali no SmackDown anterior. Dolph Ziggler derrotou Jack Swagger, Christian e Khali em uma luta de eliminação para se tornar o novo desafiante de Sheamus.
No Over the Limit, CM Punk derrotou Daniel Bryan para manter o WWE Championship. No SmackDown de 18 de maio, Bryan atacou Kane com uma cadeira de aço durante uma luta com Punk. Kane, pensando ser Punk o atacante, o atacou. Em episódios seguintes do Raw e do SmackDown, Kane, Punk e Bryan usaram cadeiras uns contra os outros. Os três se enfrentariam no No Way Out pelo WWE Championship.
Christian derrotou Cody Rhodes no Over the Limit, tornando-se Campeão Intercontinental. No SmackDown de 8 de junho, os dois discutiram durante o talk show de Christian, o The Peep Show e se enfrentarão no No Way Out.
No SmackDown de 25 de maio, Santino Marella e Ricardo Rodriguez se enfrentaram, com Santino vencendo. Rodriguez humilhou Marella após este ser derrotado por Alberto Del Rio no Raw de 28 de maio, gritando o nome do vencedor diretamente na orelha de Santino que, na semana seguinte, rasgou as roupas de Rodriguez, revelando uma camisa do cantor Justin Bieber. Marella e Rodriguez se enfrentariam no No Way Out em uma luta de smoking ("tuxedo match"), cujas regras coroam como vencedor aquele que despir o oponente de seu smoking.
Layla derrotou Beth Phoenix no Over the Limit para manter o Divas Championship. No No Way Out, Phoenix teria uma revanche.

## Evento

### Pré-show
| Papel:        | Nome:                        |
| ------------- | ---------------------------- |
| Comentaristas | Jerry "The King" Lawler      |
| Comentaristas | Michael Cole                 |
| Comentaristas | Booker T                     |
| Comentaristas | Matt Striker (Pré-show)      |
| Comentaristas | Scott Stanford (Pré-show)    |
| Comentaristas | Carlos Cabrera (Espanhol)    |
| Comentaristas | Marcelo Rodríguez (Espanhol) |
| Locutores     | Tony Chimel (Pré-show)       |
| Locutores     | Lilian Garcia (SmackDown)    |
| Locutores     | Justin Roberts (Raw)         |
| Repórter      | Josh Mathews                 |
| Árbitros      | Scott Armstrong              |
| Árbitros      | Chad Patton                  |
| Árbitros      | John Cone                    |
| Árbitros      | Charles Robinson             |
| Árbitros      | Mike Chioda                  |
| Árbitros      | Rod Zapata                   |

Antes do evento começar, um pré-show aconteceu, sendo transmitido pelo YouTube gratuitamente. Foi anunciado que, no evento, The Usos, Justin Gabriel & Tyson Kidd, Prime Time Players e Epico e Primo para escolher o desafiante pelo WWE Tag Team Championship. Brodus Clay, acompanhado por Cameron e Naomi, derrotou David Otunga por contagem - Otunga não voltou ao ringue antes da contagem do árbitro - antes do evento.

### Lutas preliminares
A primeira luta do evento foi entre Sheamus e Dolph Ziggler, acompanhado por Vickie Guerrero , pelo World Heavyweight Championship. Em diversos momentos, Ziggler tentou aplicar o sleeper hold em Sheamus, sem sucesso. A luta acabou com Sheamus retendo após aplicar um Brogue Kick.
Santino Marella enfrentou Ricardo Rodriguez em uma luta de smoking - na qual o vencedor é aquele que despir o oponente de seu smoking - em seguida. Santino conseguir tirar a jaqueta de Ricardo, a usando para emular um toureiro. Em seguida, ele tirou os sapatos e a camisa de Santino. Após machucar os olhos de Santino, Rodriguez tirou as calças e uma meia de Santino, que conseguiu tirar as calças de Ricardo, vencendo.
Christian defendeu o Intercontinental Championship contra Cody Rhodes no terceiro combate do evento. Em certo momento, Cody e Christian lutaram na corda mais alto, com Christian aplicando um frog splash em Cody. A luta acabou com Christian retendo o título, após um Spear.
The Usos (Jimmy e Jey) enfrentaram Justin Gabriel & Tyson Kidd, Prime Time Players (Darren Young e Titus O'Neil) e Epico e Primo (acompanhados por A.W. e Rosa Mendes, para escolher o desafiante pelo WWE Tag Team Championship em seguida. Ao fim da luta, A.W. traiu Epico e Primo, impedindo que Epico salvasse Primo da derrotar por O'Neil. Após a luta, A.W. se aliou aos Prime Time Players, atacando Epico e Primo.
Após o combate, Triple H foi ao ringue falar sobre os processos movidos contra ele por Brock Lesnar e Paul Heyman, desafiando o primeiro para uma luta no SummerSlam. Layla manteve o Divas Championship ao derrotar Beth Phoenix na luta seguinte.
Hunico, acompanhado ao ringue por Camacho, enfrentou Sin Cara no sexto combate da noite, sendo derrotado pelo primeiro após um Facebuster.

### Lutas principais
CM Punk defendeu o WWE Championship contra Daniel Bryan e Kane na próxima luta. Durante a luta, AJ acabou sendo nocauteada da beira do ringue por Kane. A distração permitiu Punk aplicar um Go To Sleep em Kane, vencendo. Ryback derrotou dois lutadores locais em seguida.
Na última luta da noite, Big Show, acompanhado por John Laurinaitis, enfrentou John Cena, acompanhado por Mr. McMahon, em uma luta em uma jaula de aço e, se Show perdesse, Laurinaitis seria demitido por McMahon. Durante a luta, McMahon e Laurinaitis lutaram pelo controle da porta da jaula e acabaram fazendo com que Cena batesse a cabeça na porta, recebendo um chokeslam. O árbitro acabou nocauteado por Big Show que, em seguida, nocauteou Cena. Kofi Kingston, Brodus Clay, Santino Marella, Zack Ryder e Alex Riley impediram Show de deixar a jaula. Cena deu um Attitude Adjustment em Show e conseguiu deixar a jaula, vencendo a luta. Após a luta, McMahon demitiu Laurinaitis e Cena aplicou-lhe um Attitude Adjustment na mesa dos comentaristas espanhóis.

## Após o evento
No Money in the Bank, Punk enfrentou Bryan pelo título, em uma luta sem desqualificação, com AJ como árbitra. Sheamus também defendeu o World Heavyweight Championship no evento, contra Alberto Del Rio.

## Recepção
O evento recebeu críticas mistas. O tabloide The Sun deu ao evento uma nota média de 6, dizendo que a luta da noite foi entre Sheamus e Dolph Ziggler.. O website canadense Canadian Online Explorer afirmou que o evento poderia trazer uma revolução, com a demissão de John Laurinaitis, o desafio de Triple H a Brock Lesnar, o envolvimento de AJ nas rivalidades pelo WWE Championship e a aliança entre A.W. e Prime Time Players.

## Resultados
| Nº                                          | Resultados | Estipulações | Tempo |
| ------------------------------------------- | --- | --- | ----- |
| Pré- show                                   | Brodus Clay (com Cameron e Naomi) derrotou David Otunga por contagem                                                                                   | Luta individual | 5:43  |
| 1                                           | Sheamus (c) derrotou Dolph Ziggler (com Vickie Guerrero)                                                                                               | Luta individual pelo World Heavyweight Championship                                                                   | 15:10 |
| 2                                           | Santino Marella derrotou Ricardo Rodriguez | Luta de smoking | 4:25  |
| 3                                           | Christian (c) derrotou Cody Rhodes | Luta individual pelo Intercontinental Championship                                                                    | 11:30 |
| 4                                           | Prime Time Players (Darren Young e Titus O'Neil) derrotou The Usos (Jimmy e Jey), Justin Gabriel e Tyson Kidd e Primo e Epico (com Rosa Mendes e A.W.) | Luta de quatro duplas determinar os desafiantes ao WWE Tag Team Championship                                          | 9:30  |
| 5                                           | Layla (c) derrotou Beth Phoenix | Luta individual pelo Divas Championship                                                                               | 6:57  |
| 6                                           | Sin Cara derrotou Hunico (com Camacho) | Luta individual | 5:48  |
| 7                                           | CM Punk (c) derrotou Daniel Bryan e Kane | Luta Triple Threat pelo WWE Championship                                                                              | 18:17 |
| 8                                           | Ryback derrotou Dan Delaney e Rob Grymes | Luta 2-contra-1 | 1:38  |
| 9                                           | John Cena (com Mr. McMahon) derrotou Big Show (com John Laurinaitis)                                                                                   | Luta em uma jaula de aço; se Big Show perdesse, John Laurinaitis seria demitido, se Cena perdesse, ele seria demitido | 19:24 |
| (c) – Refere-se aos campeões antes da luta. | | |       |